# 세쿠 코네
세쿠 코네(영어: Seku Conneh, 1995년 11월 10일 ~ )는 라이베리아의 국가대표 축구 선수로, 포지션은 스트라이커이다.

## 선수 생활
아프리카 서남부 국가 라이베리아에서 태어난 세쿠 코네는 성장기는 네덜란드에서 보냈다. 어린 시절 여러 유소년 축구 아카데미를 다녔으며, 이 중에는 AFC 아약스와 알메러 시티 FC도 있었다.
2014년 세쿠 코네는 네덜란드 2부리그인 에이르스터 디비시의 포르튀나 시타르트에서 프로 경력을 시작하였으며, 2015년 같은 리그의 FC 오스로 이적하였다. 세쿠 코네는 네덜란드 2부에서 총 45경기 출전 11골을 기록하였다.
2016년 세쿠 코네는 미국의 하부리그인 유나이티드 사커 리그의 베슬리헴 스틸 FC로 이적하였다. 첫번째 시즌에 부상을 당하여 출전시간이 줄어들었으나, 복귀 이후 18경기에 출전 2골을 기록하였다. 2017 시즌에는 FC 신시내티와의 경기 이후 USL 이주의 선수에 발탁되기도 하였다. 11월 2일 세쿠 코네는 자유 계약 선수로 풀려났다.
2018년 1월 5일 세쿠 코네는 대한민국 2부 리그 K리그2의 안산 그리너스 FC로 이적하였다.
2019시즌을 앞두고 세르비아의 FK 보이보디나로 이적했다.

## 국가대표 경력
2015년 세쿠 코네는 라이베리아 축구 국가대표팀에 처음으로 선발되었다. 같은해 11월 15일에 열린 코트디부아르와의 월드컵 아프리카 지역 예선 경기에 출전하며 데뷔전을 치렀다. 이후 아프리카 네이션스컵 예선을 치를 라이베리아 명단에도 포함되었다.